# Контил
Контил е село в Южна България. То се намира в община Джебел, област Кърджали.

## География
Село Контил се намира в планински район. Селото е пусто и няма нищо. Хората си закупуват храна, посуда и др. от близкото оживено село Гърнати.

## Население
Преброяване на населението през 2011 г.
Численост и дял на етническите групи според преброяването на населението през 2011 г.:
|                     | Численост | Дял (в %) |
| Общо                | 27        | 100,00    |
| Българи             | 0         | 0,00      |
| Турци               | 27        | 100,00    |
| Цигани              | 0         | 0,00      |
| Други               | 0         | 0,00      |
| Не се самоопределят | 0         | 0,00      |
| Неотговорили        | 0         | 0,00      |